# Moldova a 2000. évi nyári olimpiai játékokon
Moldova az ausztráliai Sydneyben megrendezett 2000. évi nyári olimpiai játékok egyik részt vevő nemzete volt. Az országot az olimpián 7 sportágban 34 sportoló képviselte, akik összesen 2 érmet szereztek.

## Érmesek
| Érem  | Versenyző      | Sportág       | Versenyszám           |
| ----- | -------------- | ------------- | --------------------- |
| Ezüst | Oleg Moldovan  | Sportlövészet | Férfi futócéllövészet |
| Bronz | Vitalie Grușac | Ökölvívás     | Váltósúly             |

## Atlétika
Férfi
| Versenyző           | Versenyszám     | Előfutam | Előfutam | Előfutam | Elődöntő | Elődöntő | Elődöntő | Döntő         | Döntő         |
| Versenyző           | Versenyszám     | Idő      | Hely.    | Össz.    | Idő      | Hely.    | Össz.    | Idő           | Helyezés      |
| ------------------- | --------------- | -------- | -------- | -------- | -------- | -------- | -------- | ------------- | ------------- |
| Vitalie Cerches     | 800 m           | 1:52,15  | 7.       | 52.      | kiesett  | kiesett  | kiesett  | kiesett       | kiesett       |
| Valeriu Vlas        | Maraton         |          |          |          |          |          |          | 2:24:35       | 55.           |
| Vadim Zadoinov      | 400 m gát       | 51,08    | 5.       | 39.      | kiesett  | kiesett  | kiesett  | kiesett       | kiesett       |
| Iaroslav Musinschi  | 3000 m akadály  | 8:42,04  | 11.      | 30.      |          |          |          | kiesett       | kiesett       |
| Efim Motpan         | 20 km gyaloglás |          |          |          |          |          |          | nem ért célba | nem ért célba |
| Feodosiy Ciumacenco | 50 km gyaloglás |          |          |          |          |          |          | kizárták      | kizárták      |

| Versenyző     | Versenyszám   | Selejtező | Selejtező | Döntő    | Döntő    |
| Versenyző     | Versenyszám   | Eredmény  | Helyezés  | Eredmény | Helyezés |
| ------------- | ------------- | --------- | --------- | -------- | -------- |
| Ion Emilianov | Súlylökés     | 17,63 m   | 36.       | kiesett  | kiesett  |
| Roman Rozna   | Kalapácsvetés | 68,01 m   | 40.       | kiesett  | kiesett  |

Női
| Versenyző        | Versenyszám | Eredmény      | Helyezés      |
| ---------------- | ----------- | ------------- | ------------- |
| Valentina Enachi | Maraton     | nem ért célba | nem ért célba |

| Versenyző    | Versenyszám | Selejtező | Selejtező | Döntő    | Döntő    |
| Versenyző    | Versenyszám | Eredmény  | Helyezés  | Eredmény | Helyezés |
| ------------ | ----------- | --------- | --------- | -------- | -------- |
| Ina Gliznuţa | Magasugrás  | 189 cm    | 23.       | kiesett  | kiesett  |
| Olga Bolșova | Magasugrás  | 185 cm    | 28.       | kiesett  | kiesett  |

## Birkózás
Szabadfogású
| Versenyző         | Versenyszám | Csoportkör | Csoportkör | Negyeddöntő                  | Elődöntő          | Bronz- mérkőzés                             | Döntő             | Helyezés |
| Versenyző         | Versenyszám | Ellenfél Eredmény | Hely.      | Ellenfél Eredmény            | Ellenfél Eredmény | Ellenfél Eredmény                           | Ellenfél Eredmény | Helyezés |
| ----------------- | ----------- | --- | ---------- | ---------------------------- | ----------------- | ------------------------------------------- | ----------------- | -------- |
| Vitalie Railean   | 54 kg       | 6. csoport · Amiran Kardanov (GRE) · 1-4 · Behnam Tayebi Kermani (IRI) · 2-1 · Tümendembereliin Züünbayan (MGL) · 12-4 | 2.         | kiesett                      | kiesett           | kiesett                                     | kiesett           | 7.       |
| Octavian Cuciuc   | 58 kg       | 5. csoport · Damir Zakhartdinov (UZB) · 0-5 · Murad Ramazanov (RUS) · 3-0 · Harun Doğan (TUR) · 2-6                    | 3.         | kiesett                      | kiesett           | kiesett                                     | kiesett           | 12.      |
| Ruslan Bodişteanu | 63 kg       | 1. csoport · Szerafim Barzakov (BUL) · 1-4 · Jürgen Scheibe (GER) · 10-0                                               | 2.         | kiesett                      | kiesett           | kiesett                                     | kiesett           |          |
| Ion Diaconu       | 69 kg       | 3. csoport · Zaza Zazirov (UKR) · 5-3 · Vada Takahiro (JPN) · 2-4                                                      | 1.         | Lincoln McIlravy (USA) · 1-3 |                   | Az 5. helyért · Yosvany Sánchez (CUB) · 3-6 |                   | 6.       |

## Cselgáncs
Férfi
| Versenyző               | Versenyszám | Selejtező                            | 32-es főtábla                    | Nyolcaddöntő                      | Negyeddöntő                     | Elődöntő          | Vigaszág első kör | Vigaszág negyeddöntő              | Vigaszág elődöntő | Bronz- mérkőzés   | Döntő             | Helyezés    |
| Versenyző               | Versenyszám | Ellenfél Eredmény                    | Ellenfél Eredmény                | Ellenfél Eredmény                 | Ellenfél Eredmény               | Ellenfél Eredmény | Ellenfél Eredmény | Ellenfél Eredmény                 | Ellenfél Eredmény | Ellenfél Eredmény | Ellenfél Eredmény | Helyezés    |
| ----------------------- | ----------- | ------------------------------------ | -------------------------------- | --------------------------------- | ------------------------------- | ----------------- | ----------------- | --------------------------------- | ----------------- | ----------------- | ----------------- | ----------- |
| Gheorghe Kurgheleasvili | Légsúly     | erőnyerő                             | Juan Barahona (ECU) · 0000-0000  | Eric Despezelle (FRA) · 0000-0000 | Manolo Poulot (CUB) · 0000-1000 |                   |                   | Ajdin Szmagulov (KGZ) · 0002-1101 | kiesett           | kiesett           |                   | 9.          |
| Victor Bivol            | Harmatsúly  | Mansur Zhumayev (UZB) · 1110-0000    | Zhang Guangjun (CHN) · 0000-1000 | kiesett                           | kiesett                         | kiesett           |                   |                                   |                   |                   |                   | helyezetlen |
| Victor Florescu         | Középsúly   | Jean-Claude Raphaël (MRI) · 0000-xxx | kiesett                          | kiesett                           | kiesett                         | kiesett           |                   |                                   |                   |                   |                   | helyezetlen |

Női
| Versenyző       | Versenyszám | Selejtező                     | Nyolcaddöntő      | Negyeddöntő       | Elődöntő          | Vigaszág első kör | Vigaszág negyeddöntő | Vigaszág elődöntő | Bronz- mérkőzés   | Döntő             | Helyezés    |
| Versenyző       | Versenyszám | Ellenfél Eredmény             | Ellenfél Eredmény | Ellenfél Eredmény | Ellenfél Eredmény | Ellenfél Eredmény | Ellenfél Eredmény    | Ellenfél Eredmény | Ellenfél Eredmény | Ellenfél Eredmény | Helyezés    |
| --------------- | ----------- | ----------------------------- | ----------------- | ----------------- | ----------------- | ----------------- | -------------------- | ----------------- | ----------------- | ----------------- | ----------- |
| Ludmila Cristea | Könnyűsúly  | Jessica Gal (NED) · 0002-0010 | kiesett           | kiesett           | kiesett           |                   |                      |                   |                   |                   | helyezetlen |

## Ökölvívás
| Versenyző      | Versenyszám | Selejtező                                    | Nyolcaddöntő                  | Negyeddöntő                 | Elődöntő                     | Döntő             | Helyezés |
| Versenyző      | Versenyszám | Ellenfél Eredmény                            | Ellenfél Eredmény             | Ellenfél Eredmény           | Ellenfél Eredmény            | Ellenfél Eredmény | Helyezés |
| -------------- | ----------- | -------------------------------------------- | ----------------------------- | --------------------------- | ---------------------------- | ----------------- | -------- |
| Vitalie Grușac | Váltósúly   | Tsegasellase Aregawi (ETH) · mérkőzés nélkül | Sherzod Khusanov (UZB) · 13-7 | Bülent Ulusoy (TUR) · 19-10 | Szerhij Docenko (UKR) · 8-17 | kiesett           |          |

## Sportlövészet
Férfi
| Versenyző     | Versenyszám     | Selejtező | Selejtező | Döntő | Döntő    |
| Versenyző     | Versenyszám     | Pont      | Helyezés  | Pont  | Helyezés |
| ------------- | --------------- | --------- | --------- | ----- | -------- |
| Oleg Moldovan | Futócéllövészet | 580       | 2.        | 681,0 |          |

## Súlyemelés
Férfi
| Versenyző        | Versenyszám | Szakítás | Szakítás | Lökés    | Lökés    | Összesen | Helyezés |
| Versenyző        | Versenyszám | Eredmény | Helyezés | Eredmény | Helyezés | Összesen | Helyezés |
| ---------------- | ----------- | -------- | -------- | -------- | -------- | -------- | -------- |
| Vladimir Popov   | 62 kg       | 135,0    | 7.*      | 160,0    | 10.*     | 295,0    | 7.       |
| Vadim Vacarciuc  | 94 kg       | 177,5    | 6.*      | 220,0    | 3.*      | 397,5    | 5.       |
| Alexandru Bratan | 105 kg      | 190,0    | 2.*      | 220,0    | 7.*      | 410,0    | 6.       |

* - egy másik versenyzővel azonos eredményt ért el

## Úszás
Férfi
| Versenyző           | Versenyszám    | Előfutam | Előfutam | Előfutam | Elődöntő | Elődöntő | Elődöntő | Döntő   | Döntő    |
| Versenyző           | Versenyszám    | Idő      | Hely.    | Össz.    | Idő      | Hely.    | Össz.    | Idő     | Helyezés |
| ------------------- | -------------- | -------- | -------- | -------- | -------- | -------- | -------- | ------- | -------- |
| Serghei Stolearenco | 50 m gyors     | 23,84    | 3.       | 47.      | kiesett  | kiesett  | kiesett  | kiesett | kiesett  |
| Andrei Cecan        | 200 m gyors    | 1:53,23  | 6.       | 31.      | kiesett  | kiesett  | kiesett  | kiesett | kiesett  |
| Victor Rogut        | 400 m gyors    | 4:01,42  | 6.       | 38.      |          |          |          | kiesett | kiesett  |
| Alexandru Ivlev     | 100 m hát      | 57,91    | 1.       | 38.      | kiesett  | kiesett  | kiesett  | kiesett | kiesett  |
| Andrei Mihailov     | 200 m hát      | 2:06,67  | 2.       | 38.      | kiesett  | kiesett  | kiesett  | kiesett | kiesett  |
| Vadim Tatarov       | 100 m mell     | 1:04,12  | 1.       | 36.      | kiesett  | kiesett  | kiesett  | kiesett | kiesett  |
| Dumitru Zastoico    | 100 m pillangó | 58,55    | 8.       | 59.      | kiesett  | kiesett  | kiesett  | kiesett | kiesett  |
| Dumitru Zastoico    | 200 m pillangó | 2:09,34  | 4.       | 44.      | kiesett  | kiesett  | kiesett  | kiesett | kiesett  |
| Andrei Zaharov      | 200 m vegyes   | 2:09,13  | 7.       | 47.      | kiesett  | kiesett  | kiesett  | kiesett | kiesett  |
| Serghei Mariniuc    | 400 m vegyes   | 4:23,57  | 3.       | 22.      |          |          |          | kiesett | kiesett  |

Női
| Versenyző      | Versenyszám | Előfutam | Előfutam | Előfutam | Elődöntő | Elődöntő | Elődöntő | Döntő   | Döntő    |
| Versenyző      | Versenyszám | Idő      | Hely.    | Össz.    | Idő      | Hely.    | Össz.    | Idő     | Helyezés |
| -------------- | ----------- | -------- | -------- | -------- | -------- | -------- | -------- | ------- | -------- |
| Maria Tregubov | 50 m gyors  | 27,75    | 5.       | 54.      | kiesett  | kiesett  | kiesett  | kiesett | kiesett  |